# Ademir da Guia
Ademir da Guia (* 3. duben 1942, Rio de Janeiro) je bývalý brazilský fotbalista. Hrával na pozici záložníka.
V dresu brazilské reprezentace se zúčastnil mistrovství světa v Německu roku 1974, kde Brazilci skončili čtvrtí. Celkem za národní tým odehrál 9 zápasů.
S Palmeiras se stal dvakrát mistrem Brazílie (1972, 1973). Odehrál za něj 901 ligových utkání (900 v letech 1962–1977 a jeden rozlučkový roku 1984), což je klubový rekord.
Brazilský časopis Placar ho vyhlásil 64. nejlepším fotbalistou 20. století.
Jeho otcem byl brazilský fotbalista Domingos da Guia. Měl přezdívku Divino (Božský).